# Thanatus dissimilis
Thanatus dissimilis är en spindelart som beskrevs av Denis 1960. Thanatus dissimilis ingår i släktet Thanatus och familjen snabblöparspindlar.
Artens utbredningsområde är Frankrike. Inga underarter finns listade i Catalogue of Life.